# Aberdaron

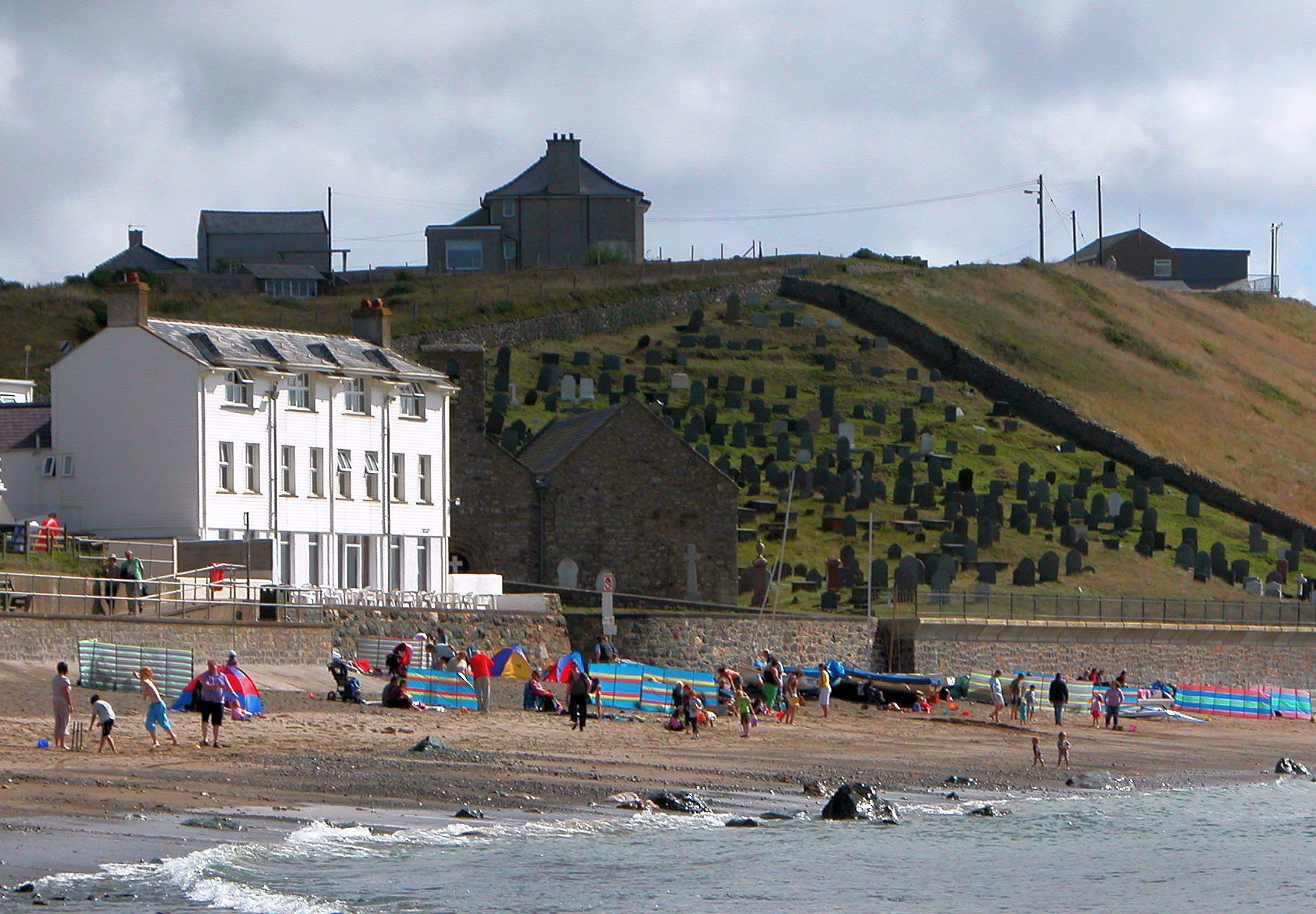
Das Tŷ Newydd Hotel am Strand von Aberdaron

Aberdaron ist eine Community und ein ehemaliges Fischerdorf an der Westspitze der Lleyn-Halbinsel (walisisch: Penrhyn Llŷn) im walisischen County Gwynedd. Sie liegt ca. 24 km westlich von Pwllheli und ca. 54 km südwestlich von Caernarfon. 2011 hatte sie 965 Einwohner. Manchmal wird sie als „Land’s End of Wales“ (walisisch Pendraw’r Byd) bezeichnet. Zum Gebiet der Gemeinde gehört Bardsey Island (Ynys Enlli), das Küstengebiet um Porthor und die Dörfer Anelog, Llanfaelrhys, Penycaerau, Rhoshirwaun, Rhydlios, Uwchmynydd und Y Rhiw.
Das Dorf war der letzte Rastplatz für Pilger auf dem Weg nach Bardsey Island, der legendären Insel der 20.000 Heiligen. Im 18. und 19. Jahrhundert entstand eine Werft und ein Hafen. Die Minen und Steinbrüche entwickelten sich zu den wichtigen Arbeitgebern und  Blei, Jaspis, Kalkstein und Mangan wurden exportiert. Ein Pier wurde in Porth Simdde (ein alter Name für das Westende von Aberdaron Beach) gebaut. Nach dem Zweiten Weltkrieg brach der Bergbau zusammen und Aberdaron entwickelte sich zum Urlaubsort. Der Strand gewann 2008 den Seaside Award.
Die Küstengewässer gehören zum Pen Llŷn a'r Sarnau Special Area of Conservation (walisisch Ardal Cadwraeth Arbennig Pen Llŷn a’r Sarnau), einem der größten Meeresschutzgebiete im Vereinigten Königreich. Die Küste selbst ist Teil des Aberdaron Coast and Bardsey Island Special Protection Area (walisisch Ardal Gwarchodaeth Arbennig Glannau Aberdaron ac Ynys Enlli), und wurde 1974 zur Heritage Coast ernannt. Bereits 1956 gehörte das Gebiet zum Llŷn Area of Outstanding Natural Beauty (walisisch Ardal o Harddwch Naturiol Eithriadol Llŷn). Schutzgebiete wurden eingerichtet in Aberdaron, Bardsey Island und Y Rhiw; darüber hinaus wurde die Gegend zur Landscape of Historic Interest ernannt.

## Name
Aberdaron bedeutet „Mund des Daron-Flusses“ in Anlehnung an den Afon Daron der im Ortsgebiet in die Bae Aberdaron mündet.

## Geschichte
Funde aus einer der bedeutenden archäologischen Stelle in Wales, der Wallburg aus der Eisenzeit bei Castell Odo, Mynydd Ystum, legen den Schluss nahe, dass das Gebiet um Aberdaron mindestens seit dem 4. Jahrhundert v. Chr. besiedelt ist, als eine Welle keltischer Siedler über die Irische See (Môr Iwerddon) kam. Die erste Konstruktion diente der Verteidigung, aber im Laufe der Zeit verloren die Befestigungen den trutzigen Charakter und letztendlich wurden sie eingeebnet. Offenbar wurde Aberdaron zu einer friedlichen bäuerlichen Siedlung. Ptolemäus nennt die Lleyn-Halbinsel Ganganorum Promontorium (Halbinsel der Gangani). Diese Gangani waren ein irisch-keltischer Stamm und es wird vermutet, dass feste Verbindungen zu Leinster bestanden.

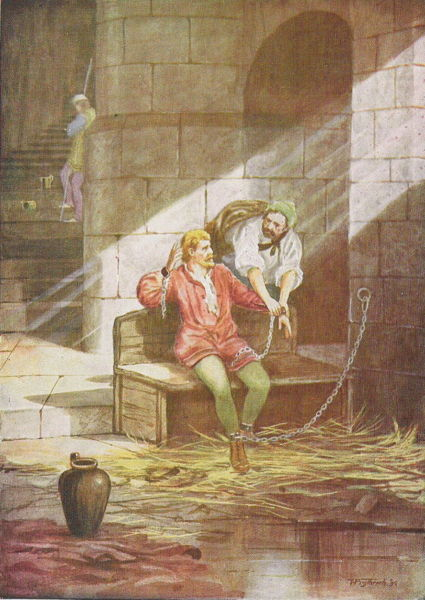
Gruffudd ap Cynan, der vertriebene König von Gwynedd, sucht Schutz in St Hywyn’s Church (1094)

Die Kirche in Aberdaron besaß seit Alters ein Asyl-Recht. 1094 suchte Gruffudd ap Cynan, der vertriebene König von Gwynedd, Schutz bei seinem Versuch, seinen Thron wieder zu gewinnen. Er entkam in dem Boot der Mönche nach Irland. Er erlangte sein Königreich 1101 wieder und 1115 nahm Gruffydd ap Rhys († 1137), der vertriebene Fürst von Deheubarth, den Schutz in Aberdaron in Anspruch um der Gefangennahme durch den König von Gwynedd zu entgehen. Heinrich I. war im vorherigen Jahr in Gwynedd eingefallen und hatte Gruffudd ap Cynan gezwungen, ihm zu huldigen und ihm eine hohe Strafzahlung auferlegt. Der König wollte den flüchtigen Fürsten ausliefern und befahl, dass der Flüchtling mit Gewalt aus der Kirche geholt werden sollte, aber seine Soldaten wurden durch die Mönche zurückgeschlagen. Gruffydd ap Rhys entkam im Schutze der Nacht und floh nach Süden, wo er mit seinen Unterstützer in Ystrad Tywi zusammentraf.
Nach der Eroberung von Gwynedd, 1284, besuchte Edward I. seine Neueroberten Gebiete. Er besuchte die Burgen bei Conwy und Caernarfon, hielt Hof bei Nefyn, wo seine Untertanen ihre Loyalität bezeugen mussten und besuchte auch Aberdaron auf seinem Weg zur Bardsey Abbey.
Nach dem Englischen Bürgerkrieg, selbst als die Parliamentarians unter Oliver Cromwell ein radikal protestantisches Regime einführten, blieb Katholizismus die beherrschende Religion im Gebiet. Katholiken, die die Royalisten, die sogenannten Cavaliers, unterstützten wurden oft als Verräter betrachtet und verfolgt. Die Verfolgung dehnte sich 1657 bis Aberdaron aus, als Gwen Griffiths von Y Rhiw vor das Gericht der Quarter Sessions gerufen und als „Papist“ angeklagt wurde.
Im 19. Jahrhundert kamen die Landwirtschaftliche Revolution und die Industrielle Revolution nach Aberdaron. Der Inclosure Acts von 1801 erleichterte es den Landbesitzern ihre Ländereien wirtschaftlicher zu bestellen. Rhoshirwaun Common wurde trotz starker Widerstände 1814 in dieses Programm aufgenommen während die Umsetzung in Aberdaron, Llanfaelrhys und Y Rhiw noch bis 1861 dauern sollte. Der Bergbau entwickelte sich vor allem in Y Rhiw, wo 1827 Mangan entdeckt wurde.
Während des Zweiten Weltkriegs spielte Y Rhiw eine entscheidende Rolle für die Vorbereitung der Operation Neptune. Ingenieure errichteten versuchsweise eine Radio Station im Dezimeterwellen-Bereich. Von dort aus konnten sie eine direkte Verbindung mit Fishguard (walisisch Abergwaun) und Llandudno herstellen. Das System verwendete eine Frequenz, die die deutschen Militärs weder überwachen noch stören konnten und wurde 1944 bei der Landung in der Normandie eingesetzt.

## Verwaltung

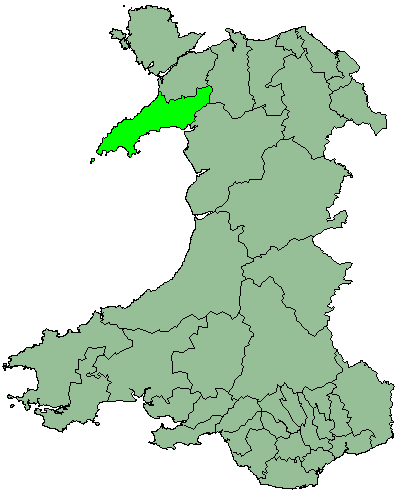
Zwischen 1974 und 1996 gehörte Aberdaron zum Dwyfor District.

Aberdaron, Bardsey Island, Bodferin, Llanfaelrhys und Y Rhiw waren Civil parishes im Bezirk (Cwmwd Cymydmaen) von Cantref Llŷn in Caernarfonshire. Im Zuge des Poor Law Amendment Act 1834 wurden die Dörfer zu „unions“ zusammengefasst: Die Pwllheli Poor Law Union wurde 1837 geschaffen. Durch den Public Health Act 1848 wurde das Gebiet der Poor law union zum Pwllheli Rural Sanitary District, der seit 1889 eine zweite Ebene der lokalen Verwaltung bildete, unterhalb des Caernarfonshire County Council. Y Rhiw wurde 1886 in das kleinere Llanfaelrhys eingemeindet; und durch den Local Government Act 1894 wurden die vier verbleibenden Verwaltungseinheiten Teil des Llŷn Rural District (walisisch Dosbarth Gwledig Llŷn). Bodferin, Llanfaelrhys, und Teile von Bryncroes und Llangwnnadl wurden 1934 mit Aberdaron zusammengelegt. Der Llŷn Rural District wurde 1974 abgeschafft und Bardsey Island dem Gebiet zugeschlagen um eine Community im Dwyfor-Distrikt im neuen Bezirk Gwynedd zu bilden; Dwyfor wurde wiederum abgeschafft, als Gwynedd 1996 eine Unitary Authority wurde.
Heute ist die Community Teil des Wahlbezirks von Gwynedd Council (Cyngor Gwynedd) und wählt einen Councillor; William Gareth Roberts aus Plaid Cymru wurde 2008 wieder gewählt. Das Aberdaron Community Council besteht aus 12 gewählten Mitgliedern, die drei Bezirke repräsentieren: Aberdaron De (Aberdaron Süd), Aberdaron Dwyrain (Aberdaron Ost) und Aberdaron Gogledd (Aberdaron Nord).
Seit 1950 gehört Aberdaron zum Wahlkreis Caernarfon. 2010 wurde die Gemeinde zugewiesen zum Wahlkreis Dwyfor Meirionnydd, das durch Elfyn Llwyd von Plaid Cymru repräsentiert wird. In der National Assembly for Wales gehörte es seit 2007 zum Wahlkreis Dwyfor Meirionnydd.

## Geographie

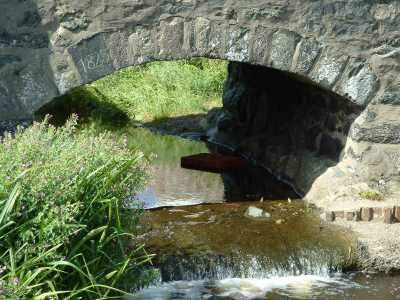
Die Brücke über den Afon „Cyll-y-Felin“ wurde 1823 im Zentrum von Aberdaron erbaut.

Aberdaron liegt an der Küste der Bae Aberdaron in einem kleinen Tal am Zusammenfluss der Bäche Afon Daron und Afon Cyll-y-felin zwischen den Hochebenen von Uwchmynydd im Westen und Trwyn y Penrhyn im Osten. An der Mündung der Bay liegen zwei Inseln: Ynys Gwylan-Fawr und Ynys Gwylan-Fach, die zusammen als Ynysoedd Gwylanod (Seagull Islands, Möwen-Inseln) bekannt sind. Gwylan-Fawr steigt bis auf 33 m (108 ft) über dem Meer an. Die Llŷn-Halbinsel ist ein vom Meer abgetragener Gebirgsstock in Fortsetzung des Snowdoniamassivs (Eryri). Er verfügt über eine komplexe Geologie, unter anderem aus präkambrischen Gesteinen. Die felsige Küstenlinie wird durch Felsnadeln, Geröllhalden und Klippen gegliedert; Heidebestandene Hügel wechseln sich ab mit Viehweiden in den Tälern.
Im Osten bilden Mynydd Rhiw, Mynydd y Graig und Mynydd Penarfynydd eine so genannte „hog-back ridge“. Auf 4,8 km verläuft eine Hügelkette aus vulkanischem Gestein. Bei Trwyn Talfarach erreicht diese Hügelkette das Meer. Oberhalb von 240 m sind die Hügel bedeckt von harter Gabbro. Am nördlichen Ende der Hügelkette erhebt sich Mynydd Rhiw, ein Marilyn bis auf 304 m (997 ft). Die Hügelkette bildet auch das Clip y Gylfinhir (Curlew’s Crag) oberhalb des Dorfes Y Rhiw. Mynydd Penarfynydd ist einer der besten Aufschlüsse von geschichteten Ergussgestein auf den Britischen Inseln.

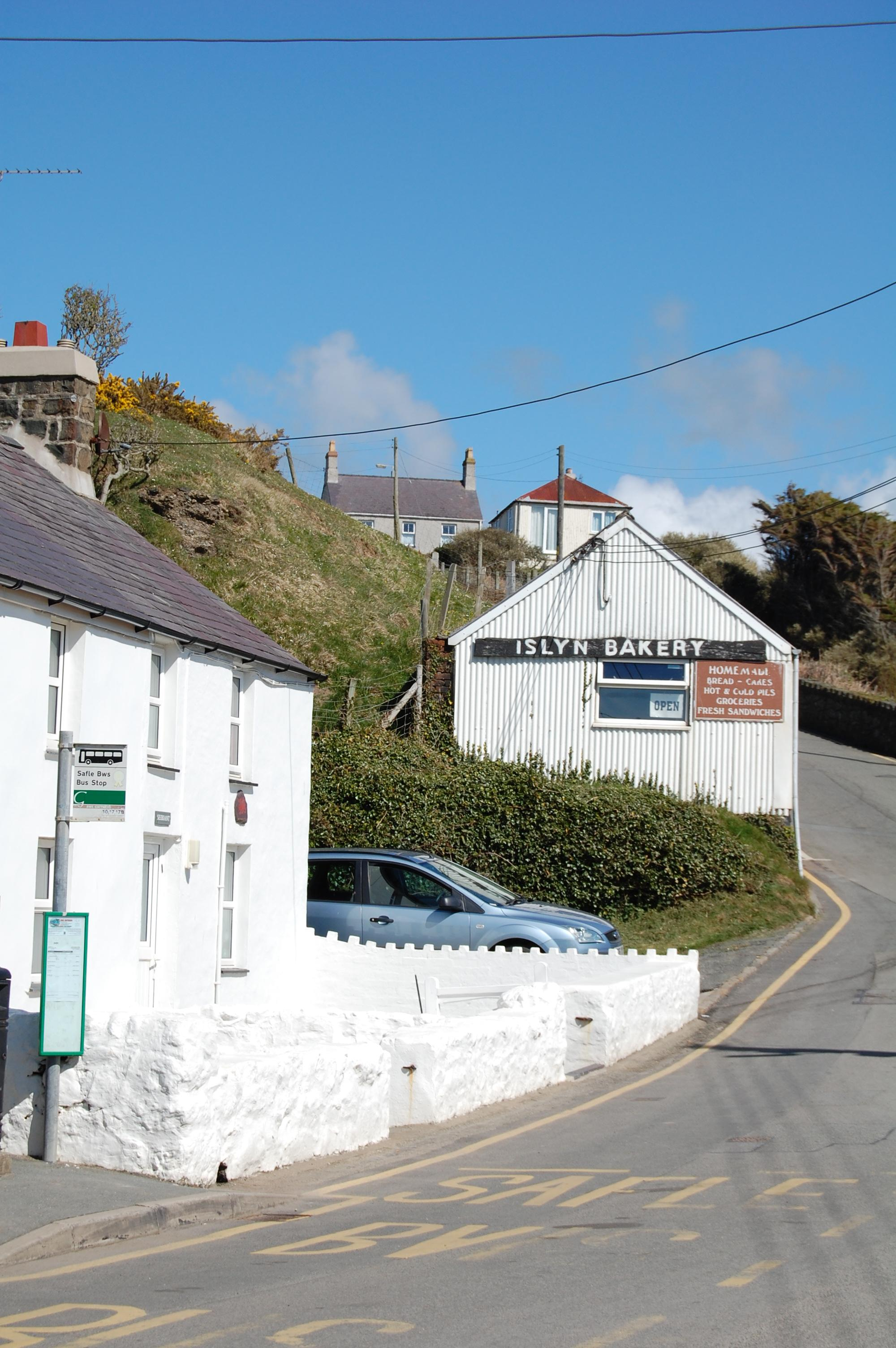
Islyn Bakery, ein Gebäude aus Wellblech, an der Hauptstraße nach Pwllheli. Ein steiler Anstieg im Tal des Daron.

Östlich von Y Rhiw erstreckt sich eine niedrige, weite Hochebene mit Höhen zwischen 20 und 30 m. Die Gesteine dieser Gegend sind weich, so dass die Erosion aus Fels und Geschiebelehm den Sand herausgewaschen hat. Daher ist der große Strand von Porth Neigwl (Hell’s Mouth) ein Sandstrand.
Westlich von Aberdaron erheben sich vier Hügel über die felsige Küstenlinie von Uwchmynydd. Mynydd Anelog (191 m; 627 ft), Mynydd Mawr (160 m; 525 ft), Mynydd y Gwyddel (90 m; 295 ft) und Mynydd Bychestyn (100 m; 330 ft) über dem Meer.
3 km (1,9 mi) entfernt von Pen y Cil liegt die berühmte Insel Bardsey Island. Sie ist 1 km breit und 1,6 km lang.
Die Küste von Aberdaron hat viele Schiffsunglücke erlebt. 1822 sank der Bardsey Island lighthouse tender, wobei sechs Menschen ihr leben ließen. 1752 sank der Schoner John the Baptist, der Hafer von Wexford nach Liverpool bringen sollte. Das Segelschiff Newry mit 400 Passagieren von Warrenpoint nach Québec sank 1880 bei Porth Orion. Die Crew ließ die Passagiere im Stich. Allein dem Kapitän, dem Maat und einem Matrose gelang es mit Hilfe dreier Anwohner 375 Männer, Frauen und Kinder in Sicherheit zu bringen. Am 26. Oktober 1859 suchte ein starker Sturm die Gegend heim. Dabei gingen viele Schiffe verloren: Neun wurden allein bei Porthor zerstört, sieben davon rissen auch die komplette Mannschaft mit ins Grab. An der Südküste wurden oft Schiffe bei Porth Neigwl an Land getrieben, weil oft eine gefährliche Kombination entsteht aus Windböen aus Westen und trügerischen Küstenströmungen. Die Transit sank 1839, die Arfestone im nächsten Jahr, und die Henry Catherine 1866. Die Bay erwarb ihren englischen Titel Hell’s Mouth (Höllenschlund) durch die vielen Schiffe, die zur Zeit der großen Segler dort sanken.

### Klima
Aberdaron ist bekannt für gute Luft und wenig Luftverschmutzung. Der Gwynedd State of the Environment Report von 2004 verzeichnete nur geringste Mengen Schwefeldioxid, Stickstoffdioxid und Kohlenstoffmonoxid. Auch Feinstaub war kaum auszumachen. Es ist daher nicht verwunderlich, dass es einer der wenigen Orte in Großbritannien ist, an denen die golden hair lichen, eine grell-orange Flechte, die sehr empfindlich auf Luftverschmutzung reagiert, vorkommt. Das Klima ist relativ mild und aufgrund des Golfstroms kommt es nur selten zu Frösten.
Das Klima ist ozeanisch und es kommt nur selten zu Extremen. Dennoch wurden einige besondere Daten aufgezeichnet:
- Am 2. August 1995 verzeichnete Aberdaron das höchste Temperatur-Tages-Minimum in Wales mit 22 °C, und die Höchsttemperatur von 29,2 °C.[39]
- Am 20. Dezember 1998 lag die Tageshöchsttemperatur unter 5 °C. Bald darauf wurde die höchste Tagestemperatur im Januar in Großbritannien mit 20,1 °C verzeichnet. Der Tagesdurchschnitt lag jedoch nur bei 6,4 °C.[40]
- AM 9. Juli 2009 erzielte Aberdaron die niedrigste Tagestemperatur im Juli in ganz Großbritannien mit −2,5 °C.[41]

Trotz dieser Fakten ist die Zahl der Fröste im Jahr sehr niedrig mit nur 7,2 Tagen/Jahr. Dies ist vergleichbar mit Küstengebieten in Devon und Cornwall. In der Region (England NW und Wales N) liegt die Zahl bei 52,3 Tagen und allein der Dezember überschreitet die jährlichen Frostzeiten in Aberdaron. Das ganze Jahr über herrschen Winde vor, die im Herbst und Winter stärker werden. Die Sonnenscheinzeiten fallen dafür geringer aus als im großbritannischen Durchschnitt. Regen liegt weit unter dem walisischen Durchschnitt.

## Wirtschaft

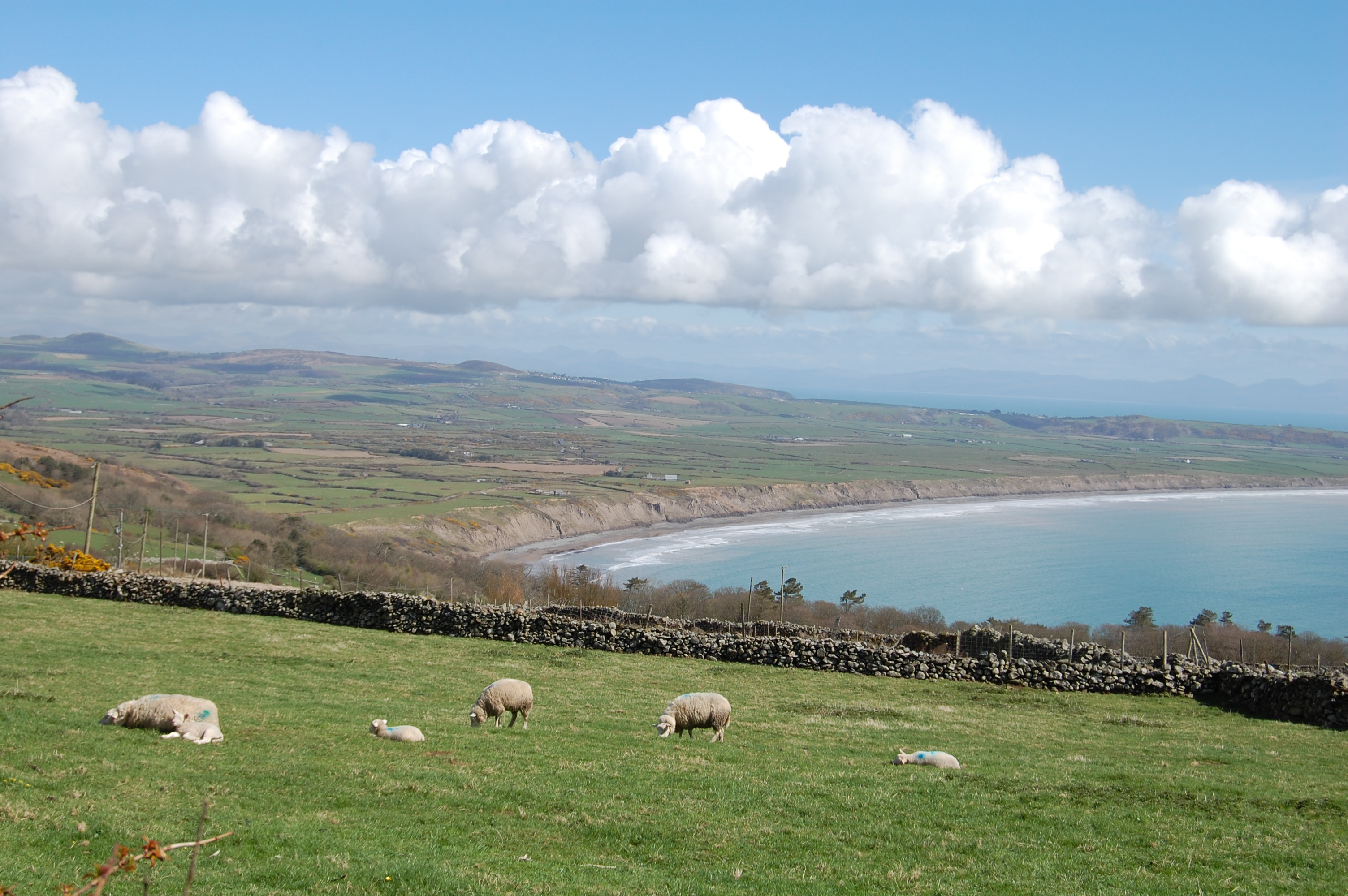
Schafe am Anstieg von Porth Neigwl, einem bekannten Unglücksort von Schiffen

Schafe wurden auf der Lleŷn-Halbinsel seit mehr als tausend Jahren gezüchtet. Aberdaron hat lange Zeit Wolle exportiert. Das Hauptprodukt war Filz. Es gab zwei Walkmühlen, drei Getreidemühlen am Afon Daron und Flechten wurden bei Y Rhiw, gesammelt, die für graue Färbungen benutzt wurden. Als Feldfrüchte wurden vor allem Weizen, Gerste, Hafer und Kartoffeln angebaut. Die Feldgrenzen gehen mehrere Jahrhunderte zurück und werden durch Steinwälle markiert, die so genannten cloddiau und hedgerows; wichtige Lebensräume für eine ganze Reihe von Wildtieren und Pflanzen.
Piraterie und Schmuggel ergänzten die Einkommen der Bevölkerung. 1743 wurden John Roberts und Huw Bedward von Y Rhiw verurteilt für den Mord an zwei gestrandeten Matrosen an der Küste von Porth Neigwl. Am 6. Januar 1742 war Jonathan Morgan durch einen Messerstich ins Genick getötet worden und Edward Halesham, noch ein Junge, war erwürgt worden. Ein Schiff, das vorgeblich aus Frankreich kam, entlud 1767 Tee und Brandy bei Aberdaron und versuchte die Ladung an die örtliche Bevölkerung zu verkaufen. Ein Schiff der Steuerbehörde entdeckte 1809 bei Porth Cadlan geschmuggeltes Salz und ein Schiff auf dem Weg von Guernsey nach Schottland wurde 1824 in Y Rhiw gesehen, das Spitze, Tee, Brandy und Gin an Land brachte.

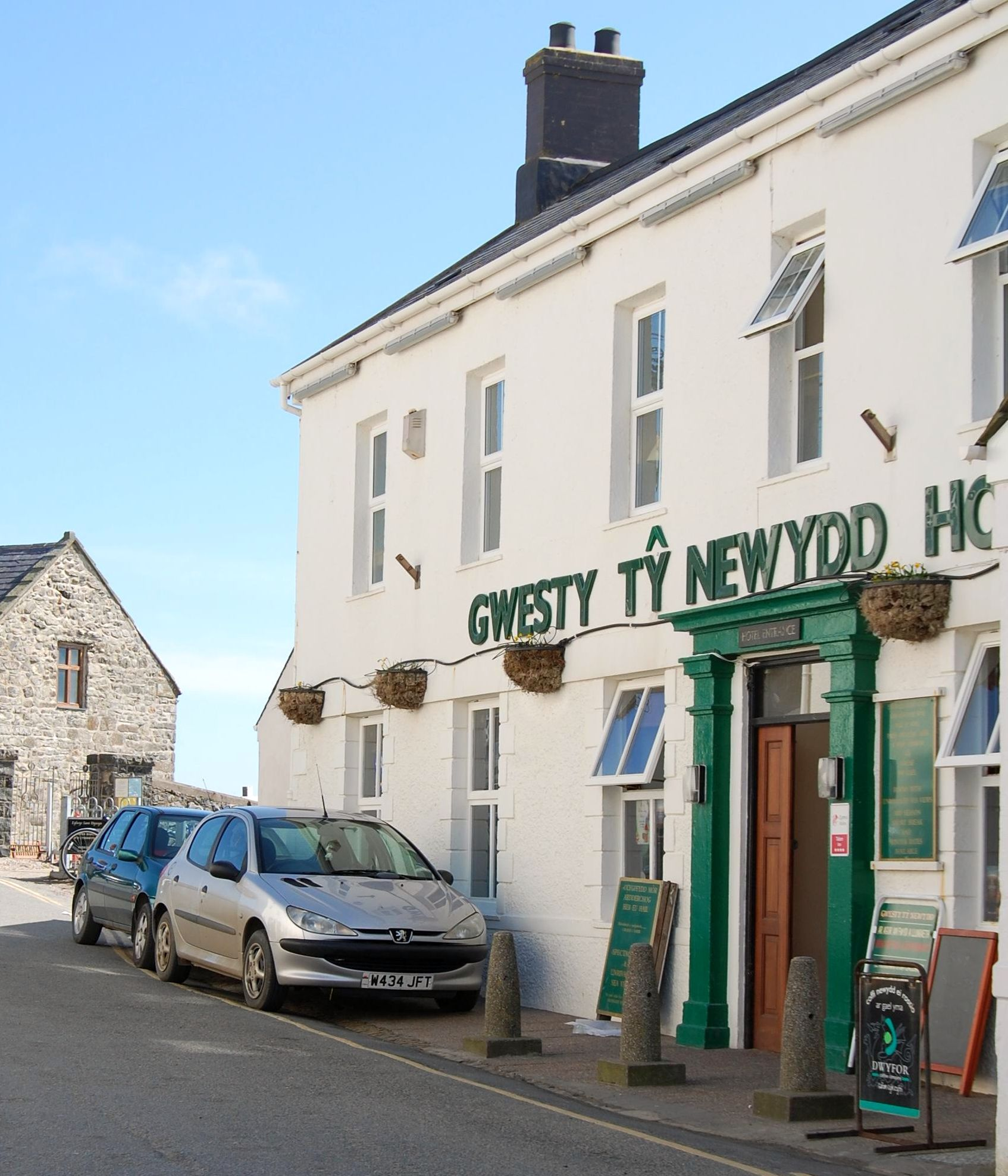
Das Tŷ Newydd Hotel ist eines von zwei Hotels in Aberdaron

Im 19. Jahrhundert wurden hochwertiger Kalkstein und eine kleine Menge Blei-Erz gefördert. Jaspis wurde in Carreg gegraben; Granit wurde bei Porth y Pistyll gebrochen; und es gab eine Ziegelei bei Porth Neigwl. Das Haupteinkommen der Bevölkerung war jedoch die Heringsfischerei. Es gab eine regelmäßige Bootsverbindung nach Liverpool, wodurch Schweine, Geflügel und Eier exportiert werden konnten. Die Schiffe kehrten beladen mit Kohlen zurück. Auch Kalkstein wurde importiert, bei Flut ins Wasser ausgeladen und bei Ebbe eingesammelt. Kalk wurde für die Bodenverbesserung benötigt und Kalk-Öfen wurden an den Stränden bei Porthor, Porth Orion, Porth Meudwy, Aberdaron und Y Rhiw errichtet um Kalkstein zu Brandkalk zu verarbeiten. Es gab eine Werft bei Porth Neigwl, wo 1841 das letzte Schiff, eine Slup mit dem Namen Ebenezer hergestellt wurde; und bei Porthor wurde 1842 mit dem Schoner Sarah das letzte Schiff gebaut. In Aberdaron endete der Schiffbau schon früher, 1792 war die Slup Victory gebaut worden, und das letzte Schiff in Porth Ysgo war die Slup Grace 1778.
Der Ausbruch des Ersten Weltkrieges verursachte eine große Nachfrage nach Mangan als Beimischung für Stahl. Erze waren 1827 bei Y Rhiw entdeckt worden und die Industrie wurde ein wichtiger Arbeitgeber im Ort. Mehr als 115.000 t wurden zwischen 1840 und 1945 abgebaut und 1906 beschäftigte die Industrie 200 Personen.
Tourismus entwickelte sich nach 1918. Der erste Touristenführer war 1910 veröffentlicht worden und pries die Schönheiten von „the salubrious sea and mountain breezes“ an. Zusätzlich zu den zwei Hotels des Dorfes, boten Bauernhäuser Gastzimmer an.
2022 waren 45,6 % der Bevölkerung in Angestelltenverhältnissen und 20,4 % selbstständig. Die Arbeitslosenquote lag bei 1,9 %; 26,1 % der Bevölkerung lebte im Ruhestand.
Die Gemeinde wird gehört zum Pwllheli and Llŷn Regeneration Area. Sie wurde im Welsh Index of Multiple Deprivation (Index verschiedener Mangelerscheinungen) 2005 als die Wahlregion in Gwynedd mit dem schlechtesten Zugang zu Ämtern und Services bewertet und liegt auf Platz 13 in Wales. Ein landwirtschaftlicher Census 2000 verzeichnete 33.562 Schafe, 4.380 Kälber, 881 Fleischrinder, 607 Milchkühe und 18 Schweine; es gab 130 ha landwirtschaftliche Flächen.

## Bevölkerung
2022 hatte Aberdaron eine Einwohnerzahl von 897 Personen, Wohneigentum wurde bei 53,7 % der Gebäude verzeichnet; 21,7 % waren angemietet; 19,6 % sind Ferienwohnungen.
71,9 % der Bevölkerung waren in Wales geboren; 26,9 % in England.
73,5 % der Einwohner sind walisischsprachig.
| Bevölkerungsentwicklung in Aberdaron                                                | Bevölkerungsentwicklung in Aberdaron | Bevölkerungsentwicklung in Aberdaron | Bevölkerungsentwicklung in Aberdaron | Bevölkerungsentwicklung in Aberdaron | Bevölkerungsentwicklung in Aberdaron | Bevölkerungsentwicklung in Aberdaron | Bevölkerungsentwicklung in Aberdaron | Bevölkerungsentwicklung in Aberdaron | Bevölkerungsentwicklung in Aberdaron | Bevölkerungsentwicklung in Aberdaron |
| ----------------------------------------------------------------------------------- | ------------------------------------ | ------------------------------------ | ------------------------------------ | ------------------------------------ | ------------------------------------ | ------------------------------------ | ------------------------------------ | ------------------------------------ | ------------------------------------ | ------------------------------------ |
| Jahr                                                                                | 1801                                 | 1811                                 | 1821                                 | 1831                                 | 1841                                 | 1851                                 | 1861                                 | 1871                                 | 1881                                 | 1891                                 |
| Aberdaron                                                                           | 1,141                                | 1,442                                | 1,234                                | 1,389                                | 1,350                                | 1,239                                | 1,266                                | 1,247                                | 1,202                                | 1,170                                |
| Bardsey Island                                                                      |                                      | 71                                   | 86                                   | 84                                   | 90                                   | 92                                   | 81                                   | 84                                   | 132                                  | 77                                   |
| Bodferin                                                                            | 58                                   | 87                                   | 61                                   | 56                                   | 64                                   | 57                                   | 50                                   | 62                                   | 42                                   | 45                                   |
| Llanfaelrhys                                                                        | 224                                  | 246                                  | 262                                  | 258                                  | 236                                  | 255                                  | 208                                  | 198                                  | 186                                  | 490                                  |
| Y Rhiw                                                                              | 282                                  | 318                                  | 380                                  | 358                                  | 378                                  | 376                                  | 370                                  | 340                                  | 350                                  |                                      |
| Gesamt                                                                              | 1,705                                | 2,164                                | 2,023                                | 2,145                                | 2,118                                | 2,019                                | 1,975                                | 1,931                                | 1,912                                | 1,782                                |
| Jahr                                                                                | 1901                                 | 1911                                 | 1921                                 | 1931                                 | 1951                                 | 1961                                 | 2001                                 |                                      |                                      |                                      |
| Aberdaron                                                                           | 1,119                                | 1,106                                | 1,075                                | 983                                  | 1,275                                | 1,161                                | 1,019                                |                                      |                                      |                                      |
| Bardsey Island                                                                      | 124                                  | 53                                   | 58                                   | 54                                   | 14                                   | 17                                   |                                      |                                      |                                      |                                      |
| Bodferin                                                                            | 49                                   | 43                                   | 43                                   | 36                                   |                                      |                                      |                                      |                                      |                                      |                                      |
| Llanfaelrhys                                                                        | 499                                  | 495                                  | 449                                  | 385                                  |                                      |                                      |                                      |                                      |                                      |                                      |
| Y Rhiw                                                                              |                                      |                                      |                                      |                                      |                                      |                                      |                                      |                                      |                                      |                                      |
| Gesamt                                                                              | 1,791                                | 1,697                                | 1,625                                | 1,458                                | 1,289                                | 1,178                                | 1,019                                |                                      |                                      |                                      |
| [ 65 ] [ 66 ] [ 67 ] [ 68 ] [ 69 ] [ 70 ] [ 71 ] [ 72 ] [ 73 ] [ 74 ] [ 75 ] [ 76 ] |                                      |                                      |                                      |                                      |                                      |                                      |                                      |                                      |                                      |                                      |

## Sehenswürdigkeiten

### Aberdaron

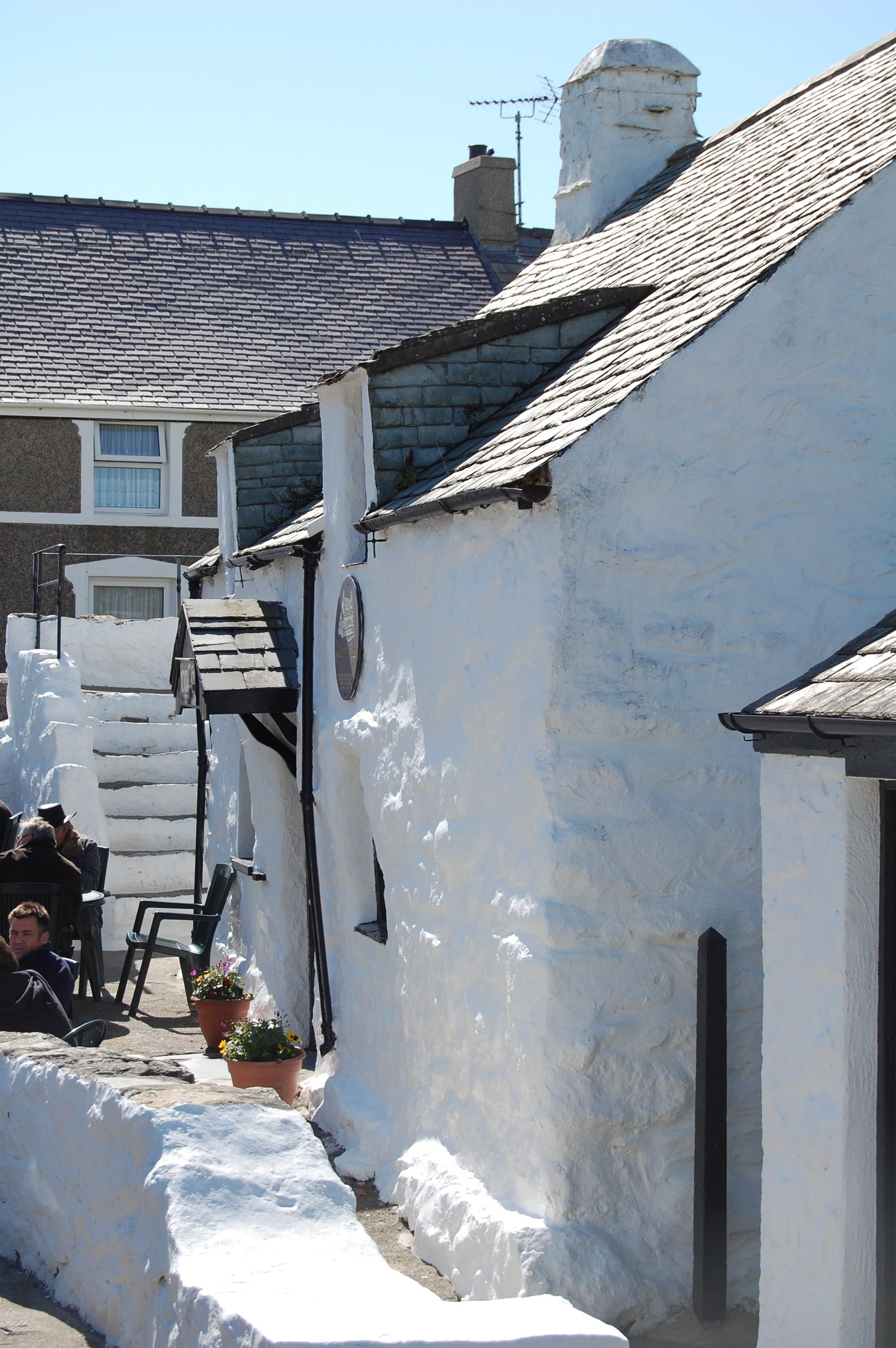
Y Gegin Fawr, gebaut im 13. Jh. für Pilger; heute ein Tearoom.

Zwei Steinbrücken, Pont Fawr (Große Brücke) und Pont Fach (Kleine Brücke) wurden 1823 über den Afon Daron und den Afon Cyll y Felin im Zentrum von Aberdaron erbaut. Am Zugang zu den Brücken öffnet sich die Straße zu einem kleinen Marktplatz. Das alte Postamt (Old Post Office) wurde vom Architekten Clough Williams-Ellis aus Portmeirion entworfen.
Y Gegin Fawr (Die Große Küche) wurde im 13. Jahrhundert als Gemeindeküche erbaut, wo Pilger auf ihrem Weg nach Bardsey Island eine Mahlzeit einfordern konnten. Aberdaron war der letzte Ort auf dem Landweg und die Pilger mussten oft Wochen im Dorf verbringen, bevor sie eine Überfahrt über die gefährlichen Wasser des Bardsey Sound (Swnt Enlli) bekamen.
Am Parkplatz ist ein Feld Cae y Grogbren (Gallows Field, Galgenfeld) an dem sich auch ein großer roter Felsen befindet. Im Mittelalter kam der Abt des Klosters von Bardsey Island zu diesem Felsen um Recht zu sprechen. Wenn Kriminelle verurteilt wurden, wurden sie gehängt und in den Teich Pwll Ddiwaelod (The Bottomless Pool, Der Grundlose Teich) geworfen. Der Teich ist ein kettle lake, der am Ende der letzten Eiszeit entstand, als Eisblöcke im Boden eingeschlossen waren und später zu runden, tiefen Seen aufschmolzen.
Oberhalb des Dorfes, am Afon Daron, steht Bodwrdda, ein Steinhaus aus dem frühen 16. Jahrhundert. ursprünglich gehörte dazu eine Walkmühle, später wurden zwei große Flügel in Ziegelbauweise angefügt, die dem Haus eine imposante Fassade mit Fenstern aus dem 17. Jahrhundert verleihen. Im Süden steht Penrhyn Mawr, ein Bauernhaus aus dem 18. Jahrhundert mit Giebelfront.

### Bardsey Island

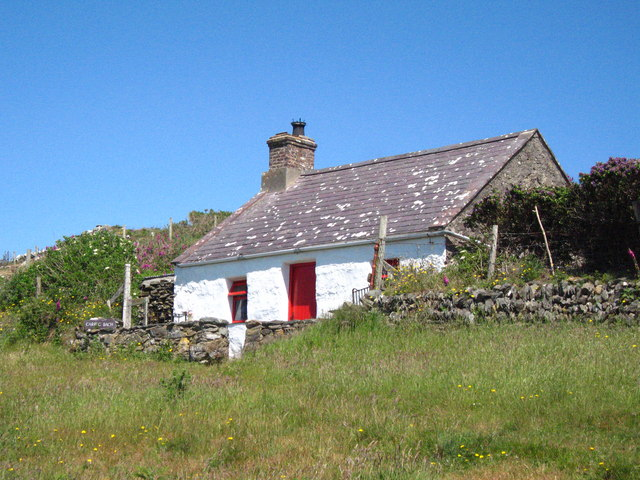
Restaurierte Bauernhäuser auf Bardsey Island.

Bardsey Island (Ynys Enlli) war seit der Jungsteinzeit besiedelt. Im 5. Jh. wurde es ein Rückzugsort für verfolgte Christen und es entwickelte sich ein keltisches Kloster. Der Heilige Saint Cadfan kam 516 aus Britannien und ließ die St Mary’s Abbey erbauen. Jahrhundertelang war die Insel „the holy place of burial for all the bravest and best in the land“. Sie wurde von Barden als „the land of indulgences, absolution and pardon, the road to Heaven, and the gate to Paradise“; bezeichnet und im Mittelalter wurden drei Pilgerfahrten nach Bardsey Island gleichwertig mit einer Wallfahrt nach Rom betrachtet. Noch 1188 war das Kloster eine keltische Institution, aber bereits 1212 gehörte es zum Orden der Augustiner.
1986 wurde die Insel zum Naturschutzgebiet erklärt. und gehört seither zum Aberdaron Coast and Bardsey Island Special Protection Area (Ardal Gwarchodaeth Arbennig Glannau Aberdaron ac Ynys Enlli). Das Bardsey Bird and Field Observatory (Gwylfa Maes ac Adar Ynys Enlli) fängt und beringt jährlich ca. 8.000 Vögel auf ihren Zugrouten.
Der Bardsey Island Trust (Ymddiriedolaeth Ynys Enlli) hat die Insel 1979 erworben und betreut sie.
Auch die Whale and Dolphin Conservation Society betreibt Forschungsarbeit im Gebiet. Vor allem Tümmler können von der Küste aus beobachtet werden.

### Llanfaelrhys

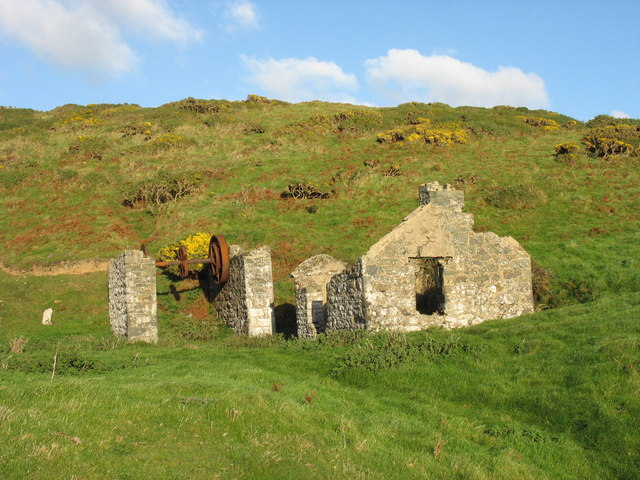
Relikte der Manganmine bei Nant y Gadwen.

Porth Ysgo gehört dem National Trust for Places of Historic Interest or Natural Beauty. Man erreicht die Klippe über einen steilen Anstieg von Llanfaelrhys, 5,3 km östlich von Aberdaron. Am Weg liegt eine aufgelassene Manganmine, Nant y Gadwen. 1906 beschäftigte die Mine 200 Arbeiter; 1927 wurde sie geschlossen, nachdem 46.376 t Erz abgebaut waren. Sobald der Weg von Ysgo den Strand erreicht, stürzt ein Wasserfall Pistyll y Gaseg, in die Tiefe. Am Ostende der Bucht befindet sich Porth Alwm, wo der Nant y Gadwen ins Meer mündet. Die nach Süden offene Bucht besitzt einen Strand mit feinem festen Sand.
Im Westen, bei Porth Cadlan, liegt das Gebiet, in dem nach der Legende König Artus seine letzte Schlacht gegen seinen Erzfeind Mordredgeschlagen haben soll. Vor der Küste liegt ein Felsen Maen Gwenonwy, der nach Artus Schwester benannt ist.
Lladron Maelrhys sind zwei große steine an der Küste zwischen Llanfaelrhys und Y Rhiw. Es wird berichtet, dass Diebe in St. Maelrhys Church eingebrochen waren. Sie wurden auf frischer Tat ertappt und flohen um ihr Leben. Allerdings wurden sie eingeholt und an derselben Stelle getötet. Die Steine bezeichnen ihre Gräber. Eine andere Version der Geschichte erzählt, dass die Übeltäter zu Stein verwandelt wurden, als sie versuchten, die Grenzen der Parochie zu verlassen.

### Porthor

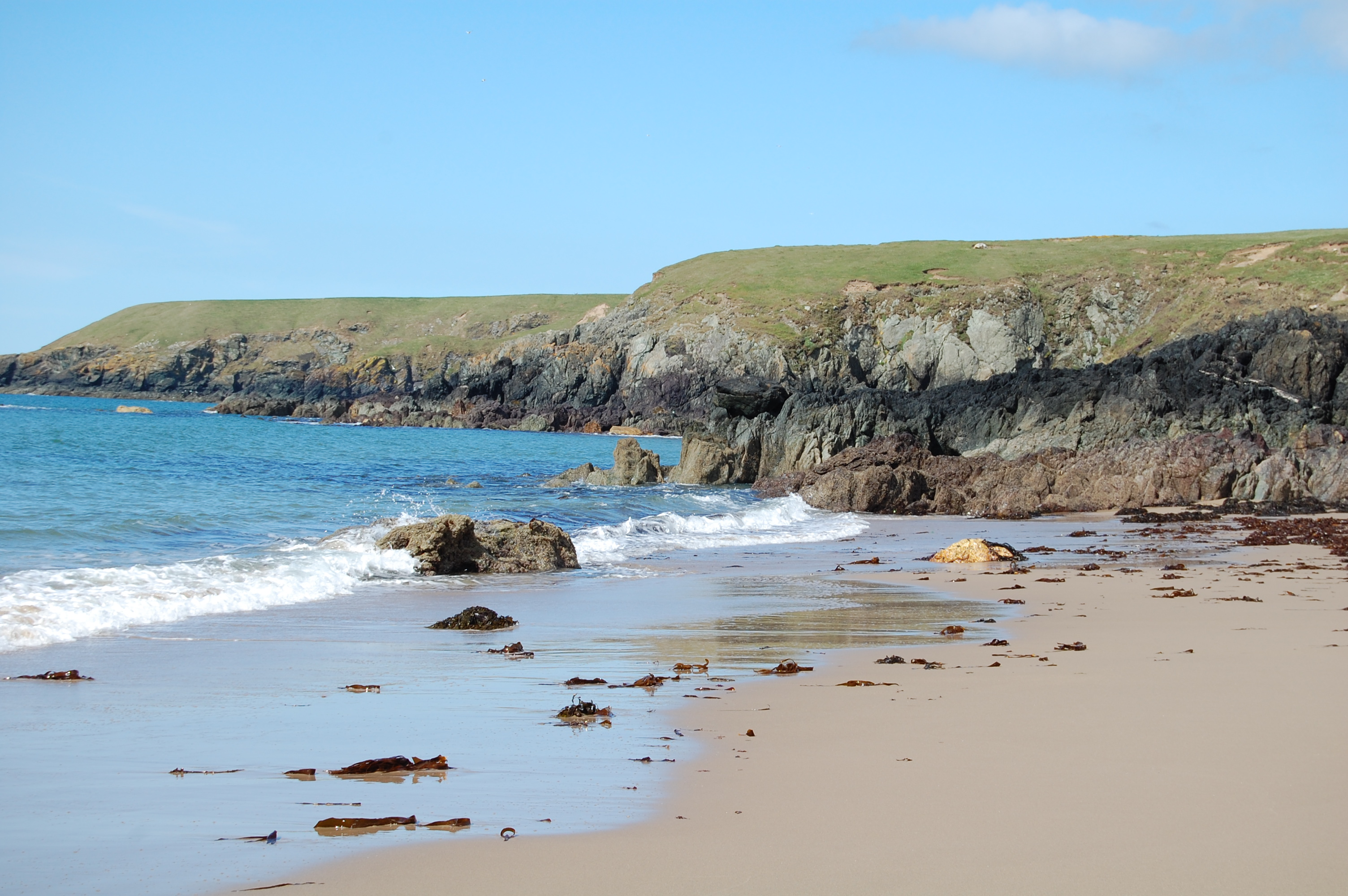
Die Küste von Porthor ist Teil eines 170 ha großen Naturschutzgebietes des National Trust.

Porthor (dt.: Klingender Sand; Whistling Sands) ist eine Cove 5,1 km nördlich von Aberdaron mit weichem weißen Sand; in trockenem Zustand flüstert bzw. quietscht der Sand unter den Füßen. Die halbmondförmige Bucht wird eingerahmt von harten Felsklippen, die durch die raue See geformt wurden. Das Schutzgebiet, in dem sie liegt, besteht aus Strand, Landzungen und Farmland und umfasst auch Mynydd Carreg und Mynydd Anelog.
Auf den Hügelkuppen wächst Heidekräuter und Stechginster, die von den vorherrschenden Winden geformt sind. Strand-Grasnelke und Sand-Thymian wuchern auf den sauren Böden. Die Klippen sind Zufluchtsort für Alpenkrähe und Nistplatz für Tordalken und Trottellummen. Auf den niederen Felsen, im Bereich der Gezeiten gedeihen Flechten, Seetang, Schwämme, Napfschnecken und Seepocken.
Im Süden liegen Dinas Bach und Dinas Mawr, Zwillings-Halbinseln die aus verwitterter Kissenlava bestehen. Sie sind 600 Mio. Jahre alt. In der Eisenzeit gab es dort wohl schon befestigte Wohnplätze. Dreizehenmöwe, Kormorane und Krähenscharben suchen die Klippen als Ruheplätze auf, während Vögel der Feldflur, wie z. B. Goldammer, die Ginsterdickichte aufsuchen. Am Mynydd Anelog wurden Experimentalflächen abgesteckt um verschiedene Arten zu erforschen, wie man die Heideflächen für die Zukunft erhalten kann.
Nördlich von Porthor liegt Porth Iago, eine kleine, felsige Bucht mit kleinem Strand und steilen Klippen.

### Rhoshirwaun

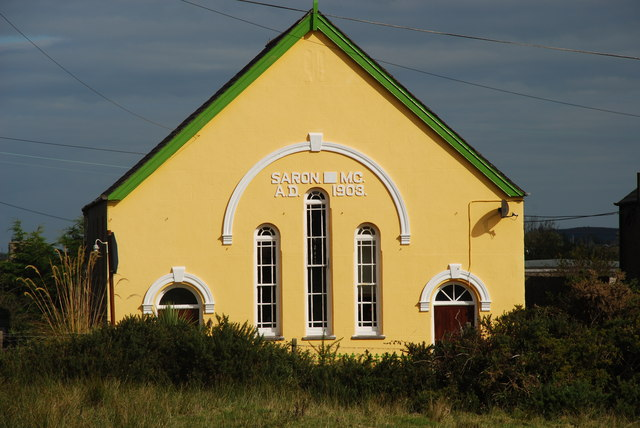
Capel Saron in Rhoshirwaun wurde 1903 durch Calvinistic Methodists.

Rhoshirwaun liegt 3,4 km nordöstlich von Aberdaron. Es war früher eine Marsch. In dem Gebiet wurde Torf als Brennstoff gestochen, Vieh geweidet und auf den gemeinschaftlich bewirtschafteten Ländereien machten sich Landbesetzer breit, vor allem Fischer, die geduldet wurden. 1802 wurde ein Inclosure Act erlassen, wodurch alle Besetzer vertrieben werden sollten, die weniger als 20 Jahre dort gelebt hatten. Der Widerstand war heftig und konnte nur durch eine Einheit Dragoner gebrochen werden. Letztendlich wurde das Gesetz 1814 vollends durchgesetzt. Neue Straßen wurden durch das Moor gebaut, Grenzen festgesetzt, Siedlungsland ausgewiesen und Feuchtgebiete urbar gemacht.
Castell Odo, auf Mynydd Ystum, ist eine von Europas ältesten Eisenzeit-Siedlungen 150 m über dem Meer. Die Wallburg mit 50 m Durchmesser, hat sichtbare Spuren von acht kreisförmigen Hütten. gefundenes Geschirr datiert aus dem Jahr 425 v. Chr. Legenden erzählen, dass ein Riese, Odo Gawr, unter einem Cairn auf dem Gipfel bestattet ist; in der Nähe liegt ein großer Fels Carreg Samson, der von Uwchmynydd von Samson dorthin geworfen wurde. Die Löcher im Fels gelten als Abdrücke seiner Finger und man munkelt, dass ein Kessel voll Gold unter dem Felsen liegt.
Im Osten des Dorfes befindet sich das Umweltzentrum Felin Uchaf. Auf einer ehemaligen Farm werden Kurse abgehalten und der Nachbau eines Rundhauses aus der Eisenzeit vermittelt Besuchern den nachhaltigen Umgang mit der Natur.

### Uwchmynydd
Uwchmynydd, 2,9 km südwestlich von Aberdaron, blickt auf eine lange Besiedlungsgeschichte zurück. Flintstein-Werkzeug aus der Mittelsteinzeit wurden gefunden und bei Mynydd Mawr wurde eine Axt aus dem Neolithikum entdeckt. Auf dem Gipfel lassen sich die kreisrunden Abdrücke von Hüttenwänden erkennen und bei Trwyn Bychestyn wurde ein Teil eines römischen Ankers entdeckt.
Der Picknickplatz von Mynydd Mawr bietet bei klarem Wetter Ausblicke auf Cardigan Bay (walisisch Bae Ceredigion), Bardsey Island und die Wicklow Mountains (walisisch Sléibhte Chill Mhantáin); bei Nacht ist South Stack Lighthouse (walisisch Goleudy Ynys Lawd) in der Entfernung sichtbar. Eine Straße zum Gipfel, die dem National Trust gehört, wurde während des Zweiten Weltkriegs erbaut. Auf dem Gipfel waren Männer stationiert, die Liverpool vorwarnen mussten, wenn die deutsche Luftwaffe Angriffe flog. Die ehemalige Coastguard-Station, die beinahe 80 Jahre lang besetzt war, bevor sie 1990 überflüssig wurde, bietet Ausblicke über den Bardsey Sound bis zur Insel. In der Hütte befindet sich heute eine Ausstellung über die Naturgeschichte des Gebiets und ein Wandbild von ortsansässigen Kindern.
Die Landzunge bei Braich y Pwll ist der einzige bekannte Standort in Großbritannien für die spotted rock rose. Sie entwickelt leuchtend gelbe Blüten, die nur einen einzigen Tag erblühen. Die Küste besteht hier aus offenem Weideland und bergigen Gebieten, die über malerischen Klippen und Buchten thronen – ein idealer Ort um Wildtiere zu beobachten. Vor allem im Frühjahr und Herbst lassen sich die Wanderzüge der Vögel beobachten. Man kann Alpenkrähen, Tordalken, Trottellummen, Wanderfalken, Turmfalken, Papageitaucher, Schwarzkehlchen und Atlantiksturmtaucher beobachten und im Meer tummeln sich Delphine, Schweinswale und Robben.

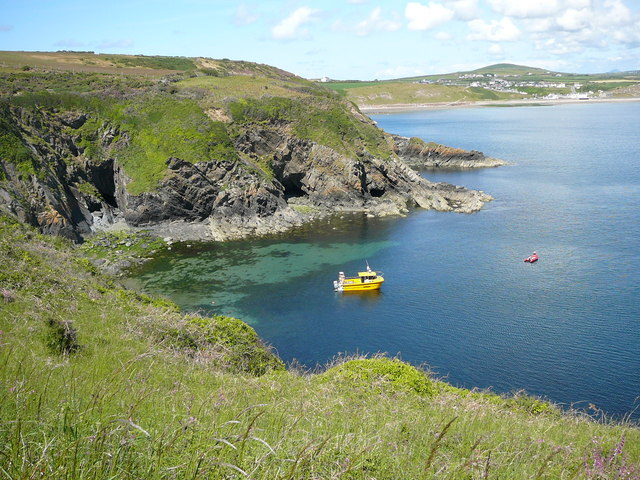
Porth Meudwy, der traditionelle Abfahrtsort für Pilger nach Bardsey Island

Oberhalb der Klippen sind die Reste von Capel Mair (St. Mary’s Chapel) erhalten, wo Pilger früher um den Schutz der Jungfrau Maria beteten, bevor sie sich an die gefährliche Überfahrt nach Bardsey Island machten. Am Fuß von Mynydd Mawr liegt Ffynnon Fair (St. Mary’s Well), der letzte Rastplatz für Pilger auf dem Weg zu Insel. Die Süßwasserquelle wird zweimal täglich von den Gezeiten überspült.
Cwrt (engl. Court), heute ein großer landwirtschaftlicher Betrieb, war früher das administrative Zentrum der Besitzungen von Bardsey Abbey auf dem Festland, der „Court of Bardsey“. Die Höchsten Klippen der LleŷnHalbinsel stehen bei Y Parwyd. An diesem Ort spielt eine Gespenstergeschichte. 1794 bezog ein junges Ehepaar ein nahegelegenes Cottage. Über Jahre hinweg wurden sie von einem Phantom heimgesucht. Sobald sie aus der Bibel vorlasen, zog sich die Erscheinung nach Y Parwyd zurück und schwebte über den Klippen, bevor sie verschwand. Das Ehepaar zog letztlich nach Bodferin. 1801 wurde ein Schiffslotse an den Felsen unterhalb der Klippen abgesetzt. Obwohl er sehr betrunken war, schaffte er es, die Klippen zu ersteigen und legte sich auf der Spitze in einer Schafshütte schlafen. Am frühen Morgen wachte er auf und machte sich auf den Weg nach Hause. Er ging jedoch in die falsche Richtung und fiel von den Klippen ins Meer, wo er verschwand.
Der Einschiffungsplatz für Pilger nach Bardsey Island war bei Porth Meudwy (Hermit’s Cove), wo heute Hummer gefangen werden. Weiter südlich liegt Porth y Pistyll das gute Ausblicke auf die Ynysoedd Gwylanod bietet, Inseln, auf denen Papageitaucher und Trottellummen brüten, sowie nach Pen y Cil, wo Kissenlava aus dem Präkambrium ansteht und malerische Formationen bildet.

### Y Rhiw

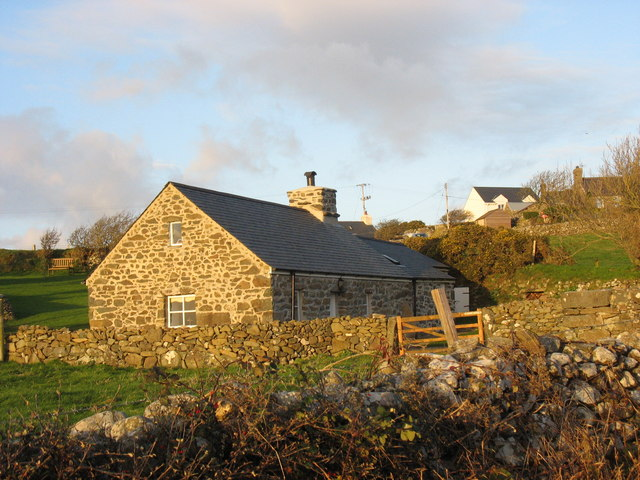
Bwlch y Garreg Wen bei Y Rhiw

Das Dörfchen auf dem Berggipfel Y Rhiw liegt 6,3 km östlich von Aberdaron. Es bietet Ausblicke über die Lleŷn-Halbinsel bis nach Snowdonia (walisisch Eryri). Auf dem Abhang des Mynydd Rhiw befindet sich eine spät-steinzeitliche Grabkammer, und neolithische Steinbrüche. Am nahen Mynydd y Graig hat man drei Wallburgen, mehrere Hüttenkreise und terrassierte Felder entdeckt, die man in die Eisenzeit datiert; 1955 wurde eine bronzezeitliche Urne entdeckt.
Plas yn Rhiw gehört dem National Trust. Es ist ein Haus aus dem frühen 17. Jahrhundert und wurde 1939 von den Keating-Schwestern renoviert, die durch Clough Williams-Ellis beraten wurden. Man glaubt, dass das Haus an der Stelle eines Vorgängerbaus steht, den Meirion Goch im 10. Jahrhundert errichtet haben soll als Verteidigung gegen die Wikinger.
Bwlch y Garreg Wen bei Y Rhiw ist ein Croglofft-Cottage von 1731, ein typisches Farmerhaus aus dieser Zeit.

## Verkehr

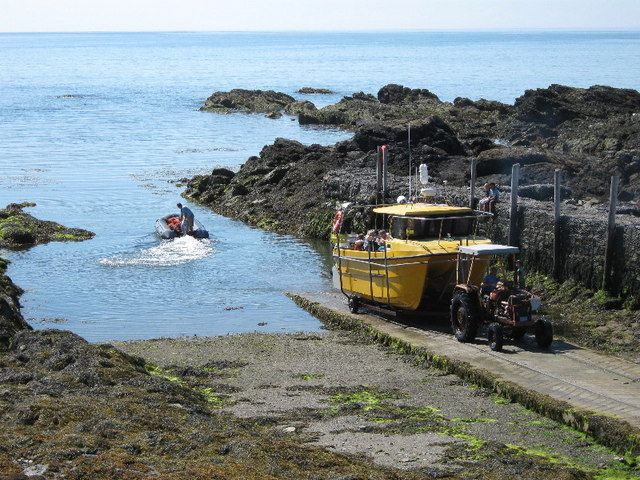
Die Passagierfähre in Bardsey Island nach der Ankunft von Porth Meudwy

Aberdaron liegt am westlichen Ende der B4413 road. Die Straße kommt von Llanbedrog im Osten, wo sie mit der A499 (Pwllheli – Abersoch) verbunden ist.
Bardsey Boat Trips (walisisch Mordeithiau Enlli) unterhält Passagierfähren zwischen Porth Meudwy und Bardsey Island. Sie werden ergänzt durch Enlli Charters, die zwischen Pwllheli und der Insel verkehren. Bei Ebbe muss die Fähre durch Traktoren bis zum Bootshaus heraufgezogen werden, bevor die Passagiere aussteigen können.
Busse werden von zwei Unternehmen angeboten: Nefyn Coaches (Route Pwllheli–Llanbedrog–Mynytho–Nanhoron–Botwnnog–Sarn Meyllteyrn–Penygroeslon–Rhoshirwaun–Aberdaron) und Arriva Buses Wales.
Der nächstgelegene Bahnhof ist Pwllheli railway station, ca. 24 km weiter östlich auf der Cambrian Coast Line (walisisch Lein Arfordir y Cambria) nach Machynlleth. Die Linie wird von Arriva Trains Wales (walisisch Trenau Arriva Cymru) betrieben.

## Public services
Wasserver- und Abwasserentsorgung liegt bei Dŵr Cymru (Welsh Water). Das Stromnetz gehört Scottish Power, einer Tochtergesellschaft der baskischen Firma Iberdrola.
Welsh Ambulance Services NHS Trust (walisisch Gwasanaethau Ambiwlans Cymru) und North West Wales NHS Trust (walisisch Ymddiriedolaeth GIG Gogledd Orllewin Cymru) stellen die medizinische Versorgung. Das nächste Krankenhaus ist Ysbyty Bryn Beryl in Pwllheli;
Die North Wales Police (walisisch Heddlu Gogledd Cymru) wurde 1967 als Gwynedd Constabulary eingerichtet. North Wales Fire and Rescue Service (walisisch Gwasanaeth Tân ac Achub Gogledd Cymru) wurde 1996 aus den Feuerbrigaden von Gwynedd und Clwyd gebildet und unterhält eine Feuerwache bei Abersoch.

## Bildung
Anfang des 19. Jahrhunderts gab es eine Armenschule, die in vierjährigem Rhythmus zwischen Aberdaron, Llanfaelrhys, Bryncroes und Y Rhiw wechselte. Der Elementary Education Act 1870 forderte Grundschulen an jedem Ort, wurde aber von der Kirche vor Ort bekämpft. Daher zog sich der Prozess in die Länge und die Regierung musste die Bestimmungen in Aberdaron, Llanfaelrhys und Y Rhiw mit Druck einführen.mitestablished church. Die National school wurde in Y Rhiw 1877 mit 74 Schülern eröffnet. 1965 wurde sie geschlossen.
Grundschule wird jetzt von der Ysgol Crud y Werin in Aberdaron und der Ysgol Llidiardau in Rhoshirwaun angeboten. Walisisch ist die Hauptunterrichtssprache. Eine weiterführende Schule ist Ysgol Botwnnog.

## Kultur

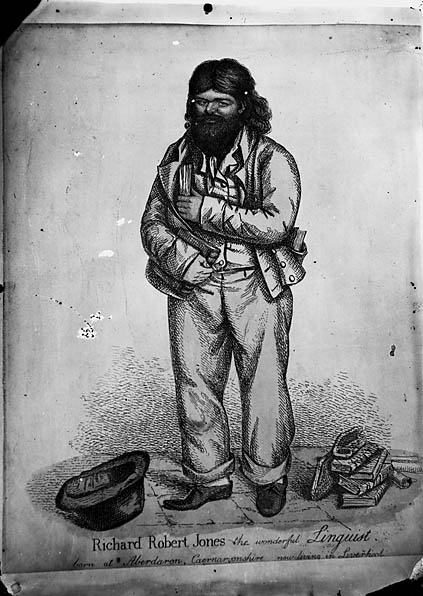
Dic Aberdaron (nach seinem Geburtsort), eine Figur aus einem Gedicht von R. S. Thomas

Aberdaron ist eine vornehmlich walisischsprachige Gemeinschaft. 75,2 % der Bevölkerung sprechen diese Sprache. Es gibt eine mobile Bücherei. und das Llanw Llŷn, eine Zeitung aus Abersoch bedient das Gebiet. die gängigsten englischsprachigen Zeitungen sind der Caernarfon and Denbigh Herald und die Cambrian News, aus Aberystwyth. In St. Hywyn’s Church werden im Sommer Konzerte veranstaltet; Gŵyl Pen Draw'r Byd (The Land’s End Festival) ist ein jährliches Event mit Strandkonzerten und Wettbewerben und einem Abendkonzert bei Morfa Mawr Farm. Gŵyl Pentre Coll (The Lost Village Festival) wird seit 2008 bei Felin Uchaf in Rhoshirwaun abgehalten; und ein lokales eisteddfod, Eisteddfod Flynyddol Uwchmynydd, wird in Ysgol Crud y Werin veranstaltet.
Der Dichter R. S. Thomas war Vicar an St. Hywyn’s Church von 1967–78. Nach seiner Pensionierung lebte er einige Jahre in Y Rhiw. Er war ein glühender walisischer Nationalist, der Walisisch als Zweitsprache erlernte und schrieb Gedichte, die viel mit seinem Glauben zu tun haben. 1995 wurde er für den Nobelpreis für Literatur nominiert. Er wurde als einer der besten religiösen Dichter seiner Zeit betrachtet. Die Hauptperson eines seiner Gedichte, Richard Robert Jones, besser bekannt als „Dic Aberdaron“, wurde 1780 im Dorf geboren. Trotz geringer Bildung sagt man ihm nach, dass er 14 Sprachen fließend beherrschte und er verbrachte viele Jahre auf Wanderschaft mit seinem Buch und seiner Katze.
William Rowlands gewann einen Preis beim National Eisteddfod 1922, für eine Abenteuergeschichte für Jungen. Das Buch Y Llong Lo (The Coal Ship, Das Kohlenschiff) wurde 1924 veröffentlicht. Es erzählte die Geschichte von zwei Jungen, die auf einem Schiff ausreißen, das Kohlen nach Porth Neigwl gebracht hatte. Der südafrikanische Dichter Roy Campbell veröffentlichte The Flaming Terrapin, geschrieben 1922 in einem „croglofft cottage“ oberhalb von Porth Ysgo. Dafydd Nanmor, einer der bedeutendsten walisischen Dichter des 15. Jahrhunderts besingt in Gwallt Llio, die Felsen von Uwchmynydd. Er vergleicht die Felsen mit den leuchtend gelben Flechten mit den Haaren seiner Geliebten. Lewys Daron, ein Dichter des 16. Jahrhunderts, dessen bekanntestes Gedicht die Elegie auf seinen Freund Tudur Aled ist, soll in Aberdaron geboren sein.

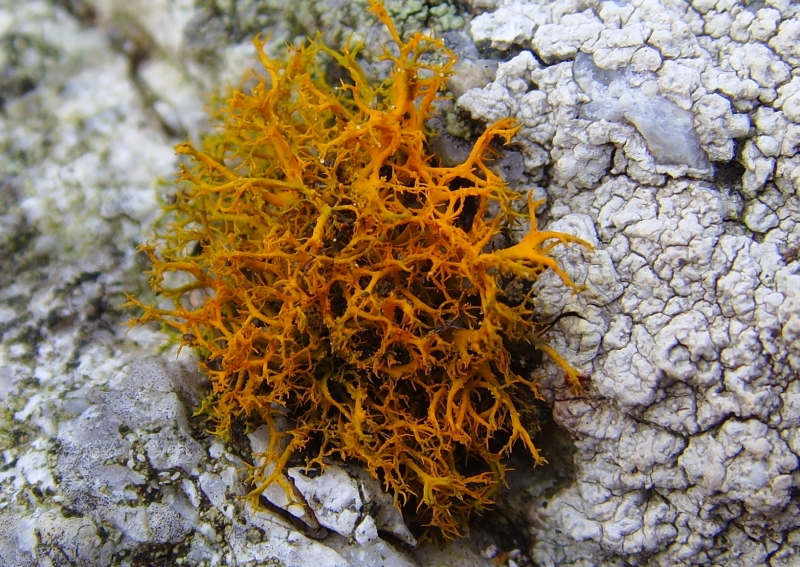
Die Golden hair lichen wurde vom Dichter Dafydd Nanmor mit den Haaren seiner Geliebten verglichen.

Die Dichterin Christine Evans lebt halbjährlich auf Bardsey Island und verbringt die Winter in Uwchmynydd. Sie kam als Lehrerin nach Pwllheli und heiratete in eine Farmerfamilie von Bardsey Island ein. In ihrem Mutterschaftsurlaub 1976 begann sie Gedichte zu schreiben. Cometary Phrases wurde Welsh Book of the Year 1989 und sie gewann 2005 den Roland Mathias Prize.
Edgar Ewart Pritchard, ein Amateur-Filmer von Brownhills, schuf 1953 den Film The Island in the Current, als Farbfilm über Bardsey Island. Eine Kopie des films wird im National Screen and Sound Archive of Wales aufbewahrt. Eine candle lantern, die 1946 in einem Kuhstall in Y Rhiw entdeckt wurde, ist heute Teil der Ausstellung von St Fagans National History Museum; und Eisenzeitliche Tonwaren aus Castell Odo werden im Gwynedd Museum and Art Gallery in Bangor ausgestellt.
Dilys Cadwaladr, die ehemalige Lehrerin von Bardsey Island, wurde 1953 die erste Frau, die die Krone beim National Eisteddfod gewann für ihr langes Gedicht Y Llen; die Künstlerin Brenda Chamberlain gewann zweimal die Goldmedaille für Kunst beim Eisteddfod; einige ihrer Wandbilder können noch an den Wänden von Carreg, ihrem Haus auf der Insel von 1947 bis 1962 angesehen werden. Der Wildlife artist Kim Atkinson, dessen Werke in Wales und England weit verbreitet sind, verbrachte ihre Jugend auf der Insel und kam in den 1980ern zurück, um dort zu leben.
Seit 1999 ernennt der Bardsey Island Trust einen Artist in Residence, der eingeladen wird einige Wochen auf der Insel zu leben. Die Werke werden später auf dem Festland ausgestellt. Eine Welsh literary residence wurde 2002 ins Leben gerufen; Die Liedermacherin Fflur Dafydd verbrachte sechs Wochen auf der Insel. Ihr Theaterstück Hugo wurde durch ihren Aufenthalt inspiriert und in der Folge schuf sie zwei Romane: Atyniad (Attraction, prose medal beim Eisteddfod 2006); und Twenty Thousand Saints (Oxfam Hay Prize).
In Bardsey Island wurde früher der „King of Bardsey“ (walisisch Brenin Enlli) gewählt, und seit 1820 wurde er auch regelmäßig vom Baron Newborough oder seinem Vertreter gekrönt. Die Krone wird heute im Merseyside Maritime Museum in Liverpool aufbewahrt. Am Beginn des Ersten Weltkrieges meldete sich Love Pritchard, der letzte König, freiwillig mit den Männern von Bardsey zum Kriegsdienst. Er wurde jedoch aufgrund seines hohen Alters von 71 Jahren zurückgewiesen. Pritchard war verstimmt und erklärte die Insel zur neutralen Macht. 1925 verließ Pritchard die Insel, um auf dem Festland ein weniger anstrengendes Leben zu führen. Im folgenden Jahr starb er.
Owen Griffith, ein Apotheker von Penycaerau, der als „Doctor of the Wild Wart“ (Doktor der wilden Warzen) bekannt war, wendete ein traditionelles Pflanzenmittel an, um Basaliome zu behandeln. Das Rezept wurde in der Familie weitergegeben, seit es wohl dreihundert Jahre früher von einem Pavee erworben worden war. 1932 starb eine Frau während der Behandlung, und obwohl die Untersuchung ihres Todes keine Schuld bei der Behandlung finden konnte, verdammte der Chief Medical Officer von Caernarfonshire die Behandlung. Daraufhin meldeten sich ehemalige Patienten und unterstützten den Apotheker. Es wurden sogar Petitionen ans Parlament gesandt, die eine medizinische Lizenz für Griffith und seinen Cousin forderten.
Es gibt auch verschiedene Volkssagen über die Tylwyth Teg, die Elfen, die das Gebiet und eine unsichtbare Insel in der Cardigan Bay bevölkern. Eine davon erzählt, wie ein Farmer, der jeden Abend noch einmal vor die Tür trat, bevor er zu Bett ging, von einem fremden angesprochen wurde. Der Fremde fragte, warum der Farmer von ihm beleidigt sei. Der Farmer war verwirrt und fragte, was der Fremde meine. Daraufhin befahl ihm der Fremde, mit einem Fuß auf den Fuß des Fremden zu treten. Als er dies tat, sah er ein anderes Haus genau unter dem seinen. Aller Unrat des Hauses floss durch den Schornstein des unsichtbaren Hauses. Der Fremde bat den Farmer, dass er seine Tür auf die andere Seite des Hauses verlegen solle, was dieser daraufhin auch tat. Er mauerte die ursprüngliche Tür zu. Seit diesem Tag gedieh seine Farm. Er wurde einer der reichsten Männer der Gegend.

## Religion

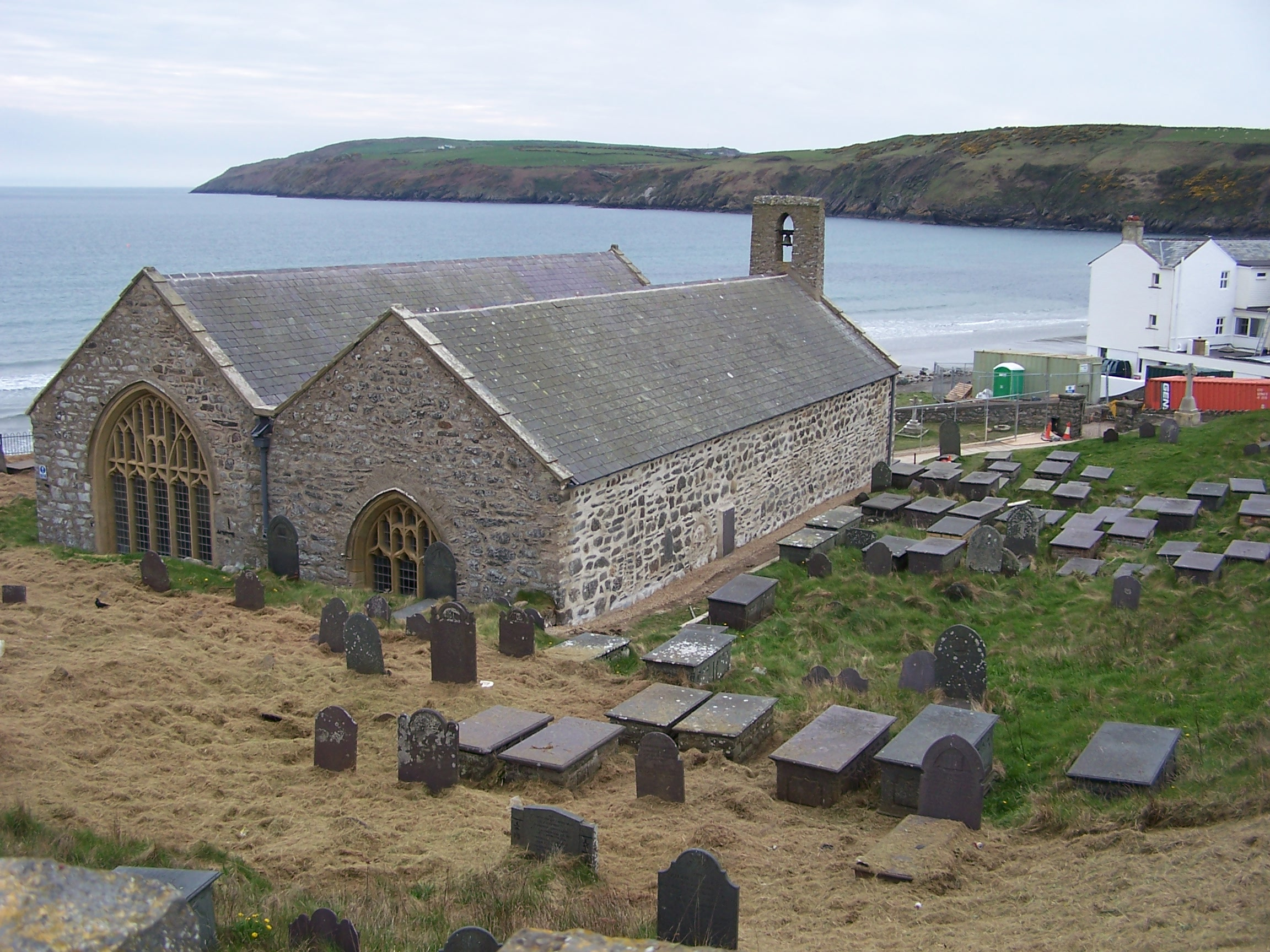
St Hywyn’s Church, „The Cathedral of Llŷn“

Eine Kirche wurde im 6. Jahrhundert in Aberdaron gegründet. Der erste Missionar war Saint Hywyn, ein Gefährte von Saint Cadfan; Dabei handelte es sich um ein größeres Zentrum. Ein Kloster und eine Schule gehörten dazu, so dass es nicht nur ein Gottesdienstort für die Einheimischen blieb. Die heutige doppelschiffige St Hywyn’s Church (walisisch Eglwys Hywyn Sant) wurde 1137 errichtet und ist bekannt als The Cathedral of Llŷn. Sie steht über dem Strand an der Pilgerroute nach Bardsey Island. Sie besitzt einen romanischen Torbogen, und einen viereckigen Glockenturm. Die Kirche wurde 1417 erweitert und 1841 aufgegeben, als die Anwohner beschlossen, eine neue Kirche, Eglwys Newydd, im Ortskern zu bauen. Das neue Gebäude erwies sich jedoch als unpopulär und die Gemeinde kehrte 1906 zurück. In der Kirche befindet sich eine Ausstellung über den Dichter Ronald Stuart Thomas; auf dem Kirchhof stehen die Steine Y Meini Feracius a Senagus (Die Veracius und Senacus Steine), Grabsteine von zwei christlichen Priestern aus dem 5. Jahrhundert, die im 18. Jahrhundert auf einem Feld in der Nähe von Mynydd Anelog gefunden wurden. 2008 wurde die Kirche Ausgangspunkt für eine öffentliche Kontroverse, als der Vicar ein schwules Paar segnete, nachdem er vom Kirchgemeinderat Zustimmung bekommen hatte. Der Vicar wurde von Barry Morgan, dem Erzbischof von Wales (walisisch Archesgob Cymru) zurechtgewiesen. Laut dem Protest des Erzbischofs gab der Vicar zu Protokoll, dass There was a bit of a to-do about it (Es gab noch einiges zu tun dafür.)
Die Kirche von Llanfaelrhys ist die einzige in Großbritannien, die dem Heiligen Maelrhys geweiht ist, dem Cousin von Saint Cadfan und Saint Hywyn. Die Gründungslegende besagt, dass ein Händler die Kirche bauen ließ. Er hatte während einer Hungersnot eine größere Ladung Mehl nach Aberdaron gebracht und verwendete den Gewinn aus dem Verkauf zur Errichtung der Kapelle. Ein großer Teil des Gebäudes ist mittelalterlich. das Taufbecken stammt aus dem 15. Jahrhundert und es gibt auf der Nordseite einfache Kirchenbänke. Auf der Südseite stehen hölzerne Kirchenbänke (pews) aus dem 19. Jahrhundert. Auf dem Friedhof befinden sich die Gräber der drei Keating-Schwestern, die Plas y Rhiw restaurierten.

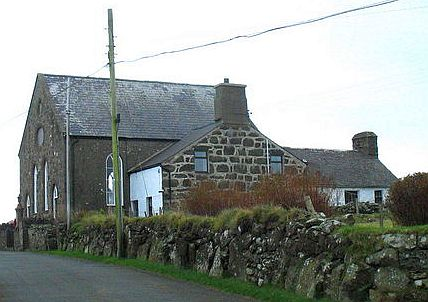
Capel Nebo bei Y Rhiwwurde 1813 für die Congregationalists erbaut.

St. Aelrhiw’s Church bei Y Rhiw wurde 1860 auf den Fundamenten einer älteren Kirche erbaut. Sie besteht aus einem kleinen Kirchenschiff und einem kurzen Altarraum. Die Mauern sind aus Wackersteinen aufgeführt und das Dach ziegelgedeckt. Auf dem Friedhof befinden sich auch einige Gräber von Kriegsopfern, die in Porth Neigwl während des Ersten Weltkriegs angeschwemmt wurden. Oberhalb von Porth Iago liegen die Überreste der alten St. Medin’s Church. Früher war sie die Pfarrkirche von Bodferin, heute ist nur noch ein Schutthaufen übrig.
Einer der ersten Non-Konformisten in diesem Gebiet war Morgan Griffith von Y Rhiw. 1745 wurde er in Pwllheli vor Gericht gestellt und verurteilt, weil er seine Weltanschauungen nicht widerrufen wollte. Nach seiner Freilassung kehrte er zurück und predigte wiederum, woraufhin er erneut inhaftiert und auf ein Gefängnisschiff in England gebracht wurde, wo er verstarb. Zwei der ältesten non-conformistischen Kapellen auf der Lleŷn-Halbinsel wurden 1768 in Penycaerau und 1770 in Uwchmynydd errichtet. Im Zuge der Erweckungsbewegungen gründeten die Congregationalisten 1829 Cephas Independent Chapel; und Capel Nebo wurde 1813 in Y Rhiw gebaut; Die Wesleyan Methodists folgten 1832 mit der Capel Pisgah. 1850 gab es bereits 8 non-konformistische Gemeinden in Aberdaron und fünf in Y Rhiw; eine auf Bardsey Island; Doch es entstanden noch mehr Gemeinden. Calvinistic Methodists eröffneten die Capel Tan y Foel; und die Capel Bethesda, die Baptist chapel in Rhoshirwaun wurde 1904 gebaut. In Aberdaron befindet sich auch das Jugend-Camp der Siebenten-Tags-Adventisten Glan-yr-afon, etwa 1,6 km außerhalb des Ortskerns.
2022 gehörten 53,8,9 % der Bevölkerung zu christlichen Kirchen, 35,3 % gaben an, religionslos zu sein.

## Sport

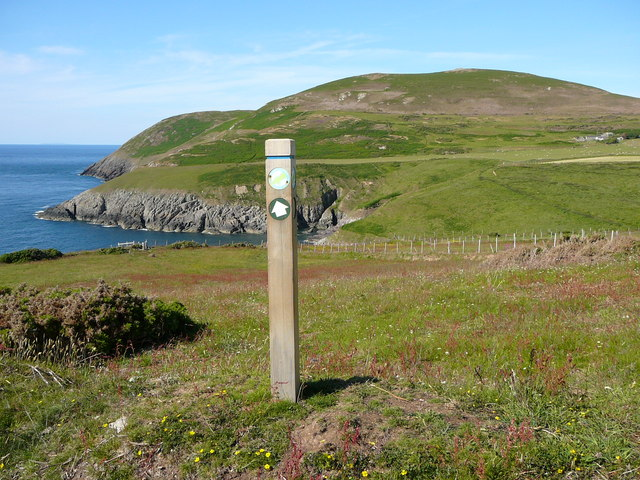
Llŷn Coastal Path zieht sich über 135 km entlang der Küste von Gwynedd.

Aberdaron ist Schauplatz verschiedener Regatten, die die vor allem mit den regional verbreiteten Clinker-Booten ausgetragen werden. Im August ist eine beliebte Regatta, die offen für alle ist. Angelfahrten werden von Porth Meudwy angeboten. Gefangen werden vor allem Pollack, Coley und Makrele auch Lippfische, Europäischer Wolfsbarsch, mullet und gurnard kommen vor. Lippfische (Bass) und Coley können bei Porth Iago auch von den Klippen aus geangelt werden. Der Zugang zu Angelplätzen ist in Uwchmynydd schwieriger aber auch dort kann geangelt werden. Hier findet man auch Conger und Katzenhai. Auch Leng kommt gelegentlich vor.
Das Dorf ist auch ein beliebter Ausgangspunkt für Wanderungen auf dem Llŷn Coastal Path (walisisch Llwybr Arfordir Llŷn), der sich von Caernarfon nach Porthmadog zieht. Kajakfahren ist von Aberdaron und Porth Neigwl aus möglich und die nach Süden geöffnete „Sunshine Coast“ ist ein beliebtes Ziel. Am Strand von Porth Neigwl gibt es Campingplätze für Kanuten. Die Gezeiten sind im Allgemeinen nicht stark, allerdings kann es schwierig sein anzulanden, wenn es Wind oder Strömungen von Süden gibt.

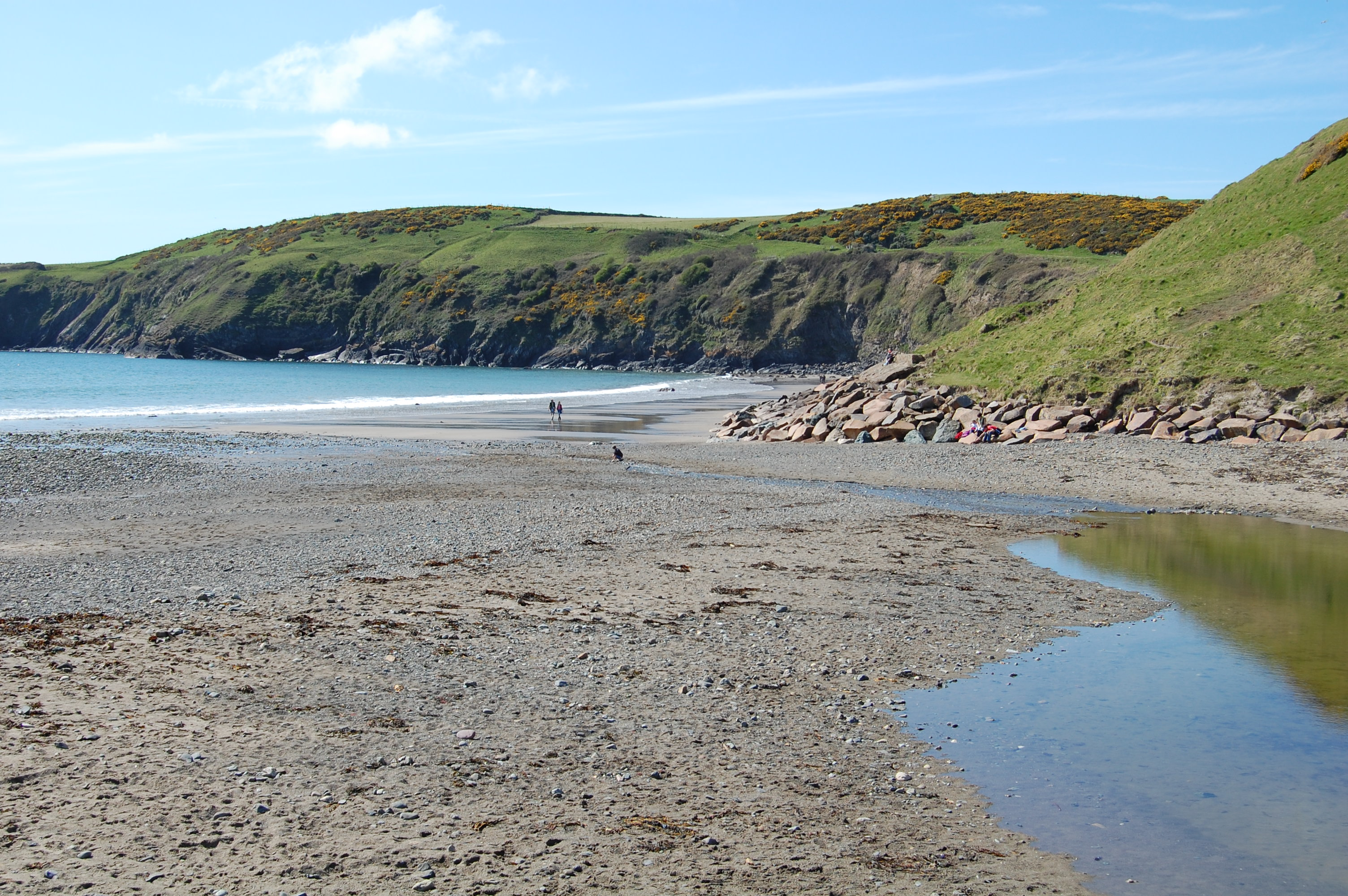
Der Strand von Aberdaron zieht Surfer und Badegäste an. Er erhielt 2008 einen Seaside Award.

Im Gebiet gibt es hervorragende Bedingungen zum Tauchen. Die Sichtweiten betragen bis zu 20 m und es gibt eine große Artenvielfalt. Die Ynysoedd Gwylanod sind besonders beliebte Tauchplätze und das Wrack der Glenocum, in der Bae Aberdaron, ist ein hervorragender Platz für Anfänger, da die maximale Tiefe 8 m beträgt. Ein besonders großer Conger lebt im unteren Teil des Wracks. Es gibt auch spektakuläre Tauchgründe bei Pen y Cil, mit Wrack- und Höhlentauchen. Das nahegelegene Carreg Ddu ist ein isoliertes Felseneiland im Bardsey Sound. Dort herrschen allerdings starke Strömungen.
Aberdaron Beach ist auch eine Location für Surfer und Bodyboarder.
Der Dichter Ronald Stuart Thomas (1913–2000) wurde 1967 Pfarrer von Aberdaron und lebte bis 1978 im Pfarrhaus.